# Greg Abbott
Gregory Wayne "Greg" Abbott (født 17. november 1957 i Wichita Falls, Texas) er en amerikansk politiker og advokat, der er den 48. og nuværende guvernør for den amerikanske delstat Texas. Han er medlem af det Republikanske Parti.
Abbott var medlem af Texas' højesteret fra 1996 til 2001. Herefter var han Texas' justitsminister fra 2002 til 2015 under Rick Perry. Abbott blev indsat som guvernør den 20. januar 2015. Han blev valgt første gang den 4. november 2014, og genvalgt 6. november 2018.